# Billboard
Billboard je američki tjednik posvećen glazbenoj industriji osnovan u Cincinnatiju 1894. Smatra se jednim od najrelevantnijih i najnepristranijih izvora informacija o glazbenoj industriji. Tjedno objavljuje neke od najvažnijih međunarodnih top lista najpopularnijih pjesama i albuma u raznim kategorijama. Ističu se Billboard Hot 100, koji rangira 100 najpopularnijih pjesama neovisno o žanru te se u SAD-u koristi kao standardni pokazatelj fizičke i digitalne prodaje i radijskog emitiranja, dok je Billboard 200 istovrsni pokazatelj prodaje albuma.

## Povijest
Billboard je osnovan u Cincinnatiju, 1. studenog 1894. godine.  
Originalno je bio nazvan Billboard Advertisment. Nakon nekoliko godina od osnivanja, ovaj časopis je počeo da se bavi temama Zabave. Uglavnom se bavio temama kao što su Cirkusi, Karnevali, Zabavni parkovi, vašari itd.
S razvojom glazbe u 1930-tim godinama, The Billboard je počeo da se bavi i muzičkom industrijom i počeo da objavljuje prve top-liste. U početku su bile samo 3 takve: pop, R&B i country top-liste. Časopis se bavio temama zabave sve do 1961. godine kada su ove teme prešle u sadržaj novog časopisa Amusement Business. Na početku 1963. godine je i preimenovan u Billboard.

## Top liste
Neke od najvažnijih top-lista koje  Billboard  objavljuje.
| - Billboard Hot 100 - Hot 100 Airplay - Hot 100 Singles Sales - Bubbling Under Hot 100 Singles - Hot R&B/Hip-Hop Singles & Tracks - Hot R&B/Hip-Hop Airplay - Hot R&B/Hip-Hop Singles Sales - Bubbling Under R&B/Hip-Hop Singles - Hot Rap Tracks - Pop 100 - Pop 100 Airplay - Hot Digital Songs - Hot Digital Tracks - Mainstream Top 40 - Rhythmic Airplay Charts\|Rhythmic Top 40 - Adult Top 40 - Adult Contemporary - Modern Rock Tracks - Mainstream Rock Tracks - Hot Country Songs - Hot Dance Music/Club Play - Dance Radio Airplay - Hot Dance Singles Sales - Hot Latin Tracks - Latin Pop Airplay - Hot Christian Adult Contemporary - Hot Gospel Tracks | - Billboard 200 - Top R&B/Hip-Hop Albums - Top R&B/Hip-Hop Catalog Albums - Top Country Albums - Top Country Catalog Albums - Top Bluegrass Albums - Top Electronic Albums - Top Independent Albums - Top Pop Catalog Albums - Top Latin Albums - Top Latin Pop Albums - Top Regional Mexican Albums - Top Tropical Albums - Top Latin Rhythmic Albums - Top Rap Albums - Top Compilation Albums - Top Comedy Albums - Top Classical Albums - Top Holiday Albums - Top Canadian Albums - Top Blues Albums - Top Christian Albums - Top Contemporary Jazz - Top Gospel Albums - Top Jazz Albums - Top Soundtracks - Top Heatseekers |

## Vanjske poveznice
- Službena stranica